# Bwende (peuple)
Pour les articles homonymes, voir Bwende.
Les Bwende (ou BaBwende, Buende, BaBuende) sont une population d'Afrique centrale vivant en République démocratique du Congo et en République du Congo.

## Langue
Ils parlent le bwende, une langue bantoue rattachée au kikongo.

## Arts

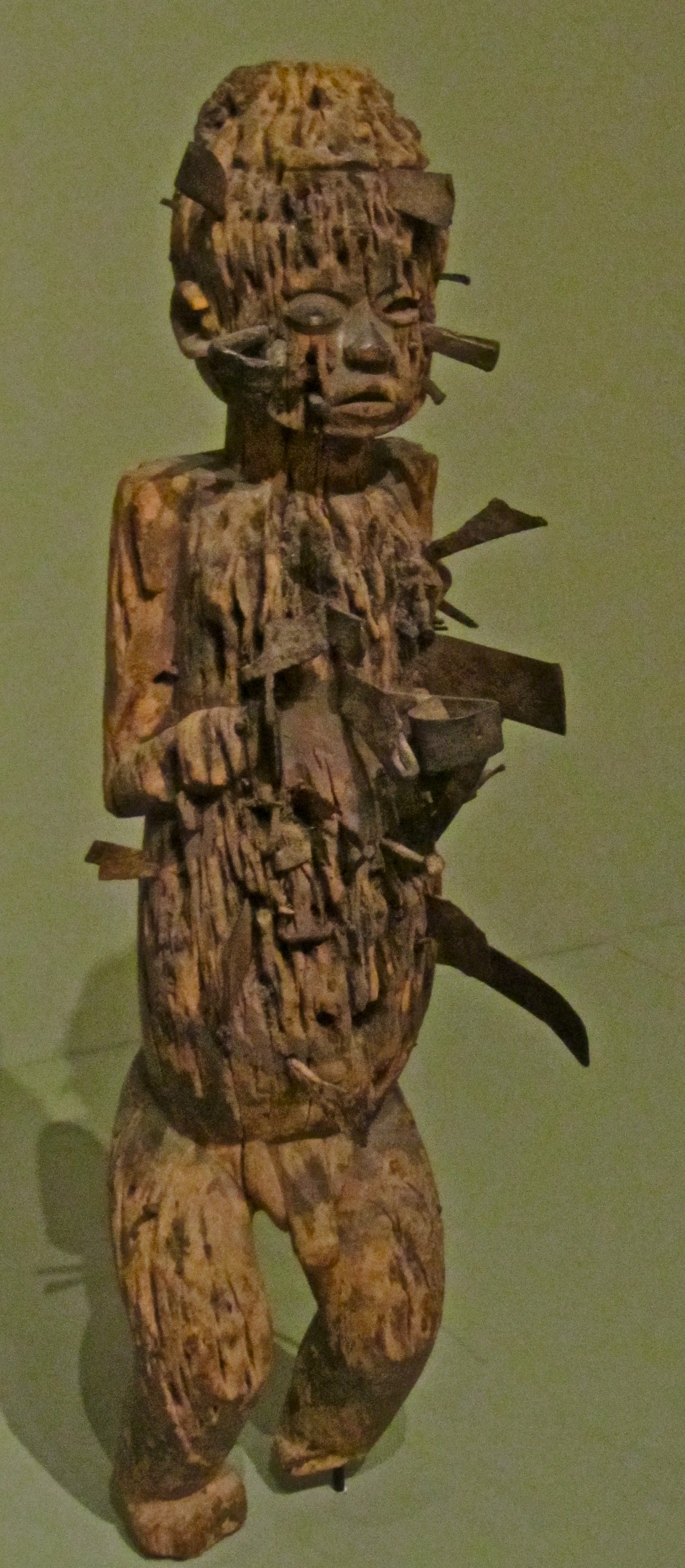
Fétiche en bois à insertions de ferraille (nkisi)

StatuettesL'expression artistique des Bwende a subi la forte influence des Beembe, leurs voisins au nord-ouest. Cependant les statuettes bwende présentent quelques caractéristiques propres, telles que de larges épaules, de nombreuses scarifications corporelles et une coiffure parfois asymétrique. La statuette en bois ci-contre, employée au culte de nkisi, comportait à l'origine plus de 400 insertions en ferraille, dont la plupart ont été perdues. Ces fétiches sont considérés comme très puissants : on leur demande aussi bien de désigner un coupable que de guérir une maladie.
NiomboLes Bwende se distinguent surtout par leurs grands mannequins funéraires en tissu (niombo), en réalité des cadavres desséchés emmaillotés dans de nombreuses épaisseurs. Ils sont rarement visibles dans les collections occidentales. Celui prêté par le musée de la culture mondiale de Göteborg, impressionnant par sa hauteur, son envergure et sa couleur rougeâtre, a fait sensation lors de l'exposition Eternal Ancestors: The Art of the Central African Reliquary qui s'est tenue au Metropolitan Museum of Art en 2007. Il a été réalisé au début du XXe siècle dans une mission suédoise du Congo.
Muzidi ou MuziriComme chez les Beembe, on trouve de petites statues-reliquaires également en tissu (muzidi ou muziri), qui contiennent quelques ossements. Leur taille est comprise entre 40 et 80 cm. Alors que les poupées beembe sont en position assise, leurs homologues bwende sont figurées debout.